# Zosterops fuscicapilla
Zosterops fuscicapilla е вид птица от семейство Zosteropidae.

## Разпространение
Видът е разпространен в Индонезия и Папуа Нова Гвинея.